# Sérgio Júnior
Sérgio Guimarães da Silva Júnior (Belo Horizonte, 19 de febrero de 1979), conocido simplemente como Sérgio Junior o Serginho, es un exfutbolista brasileño. Jugaba de delantero.
En Perú obtuvo el campeonato Clausura 2002 y nacional con Sporting Cristal donde anotó 4 goles, luego obtuvo el torneo Apertura 2003 con Sporting Cristal y en la Copa Libertadores 2004 anotaría un gol de 'chalaca' al Curitiba de Brasil. Su último equipo fue Madureira en el Campeonato Carioca.

## Clubes
| Club                | País           | Año         |
| ------------------- | -------------- | ----------- |
| Cruzeiro            | Brasil         | 1999        |
| Vitória Guimarães   | Portugal       | 2000 - 2001 |
| Sporting Cristal    | Perú           | 2002 - 2004 |
| Al-Ittihad          | Arabia Saudita | 2004        |
| Ponte Preta         | Brasil         | 2005        |
| Bucheon SK          | Corea del Sur  | 2005        |
| Portuguesa          | Brasil         | 2006        |
| Shaanxi Baorong     | China          | 2007        |
| Marília             | Brasil         | 2008        |
| Sport Boys          | Perú           | 2008        |
| Cienciano           | Perú           | 2009        |
| Santa Helena        | Brasil         | 2010        |
| Fluminense de Feira | Brasil         | 2010        |
| São Bento           | Brasil         | 2011        |
| Bangu               | Brasil         | 2012 - 2013 |
| Macaé               | Brasil         | 2013        |
| Nova Iguaçu         | Brasil         | 2014        |
| Icasa               | Brasil         | 2014        |
| Al-Hilal            | Sudán          | 2014        |
| Audax Rio           | Brasil         | 2015        |
| Madureira           | Brasil         | 2015        |

## Palmarés
| Título                    | Club             | País | Año  |
| ------------------------- | ---------------- | ---- | ---- |
| Primera División del Perú | Sporting Cristal | Perú | 2002 |